# Selling England by the pound & Spectral mornings
Selling England by the pound & Spectral mornings is een livealbum van Steve Hackett en band. 

## Inleiding
Hackett startte na zijn vertrek uit Genesis een solocarrière waarbij het ene na het andere studioalbum werd uitgebracht. Daarbij werd in 1996 het album Genesis Revisited uitgegeven waarbij Hackett en collegae nummers van Genesis in een nieuw jasje stoken. In de 21e eeuw werd het binnen de progressieve rock gangbaar om tijdens concertreeksen volledige albums uit het verleden (lees jaren zeventig) opnieuw uit te voeren. In die jaren zeventig waren de technische middelen soms onvoldoende om de muziek van die albums goed op het podium te krijgen. Met de technieken van de 21e eeuw werd dat “ineens” wel mogelijk. Binnen dat kader moet ook het album Selling England by the pound & Spectral mornings gezien worden. Hackett speelde tijdens een concertreeks in 2019 de integrale uitvoering van het album Selling England by the Pound van Genesis en Spectral mornings van hemzelf, aangevuld met andere bekend werk.
Opnamen vonden plaats in de Eventim Apollo, in dezelfde reeks deden Hackett en consorten Poppodium Boerderij in Zoetermeer aan.

## Musici
- Steve Hackett – gitaren, zang
- Roger king – toetsinstrumenten
- Nad Sylvan – zang, tamboerijn
- Craig Blundell – drumstel, percussie, zang
- Rob Townsend – houtblaasinstrumenten, zang, toetsen, baspedalen
- Jonas Reingold – basgitaar, twaalfsnarige gitaar, zang

Gasten: John Hackett, Amanda Lehmann

## Muziek
| Nr. | Titel                                                                       | Duur |
| --- | --------------------------------------------------------------------------- | ---- |
| 1.  | Intro                                                                       | 1:25 |
| 2.  | Every day (album: Spectral morning)                                         | 6:40 |
| 3.  | Under the eye of the sun (album: At the edge of light)                      | 5:39 |
| 4.  | Fallen walls and pedestrals (album: At the edge of light)                   | 2:16 |
| 5.  | Beasts in our time (album: At the edge of light)                            | 6:27 |
| 6.  | The virgin and the gypsy (album: Spectral morning)                          | 4:42 |
| 7.  | Tigermoth (album: Spectral morning)                                         | 3:15 |
| 8.  | Spectral mornings (album: Spectral morning)                                 | 6:26 |
| 9.  | The red flower of Tai Chi (album: Spectral morning)                         | 2:17 |
| 10. | Clocks – Angels of Mons (album: Spectral morning)                           | 6:56 |
| 11. | Dancing with the moonlit knight (album: Selling England by the pound)       | 7:29 |
| 12. | I know what I like (in your wardrobe) (album: Selling England by the pound) | 9:49 |

| Nr. | Titel                                                             | Duur  |
| --- | ----------------------------------------------------------------- | ----- |
| 1.  | Firth of Fifth (album:)                                           | 10:06 |
| 2.  | More fool me (album: Selling England by the pound)                | 3:28  |
| 3.  | The battle of Epping Forest (album: Selling England by the pound) | 11:44 |
| 4.  | After the ordeal (album: Selling England by the pound)            | 5:00  |
| 5.  | The cinema show (album: Selling England by the pound)             | 11:02 |
| 6.  | Aisle of plenty (album: Selling England by the pound)             | 1:39  |
| 7.  | Déja vu (album:Genesis Revisited)                                 | 6:25  |
| 8.  | Dance on a volcano (album: A Trick of the Tail)                   | 6:08  |
| 9.  | Los endos (album: A Trick of the Tail)                            | 8:25  |

Los endos sluit zoals gebruikelijk het concert af, maar wordt onvermeld voorafgegaan door Myopia (album Till we have faces) en Slogans van Defector) 